# 特拉华州州旗

德拉瓦州州旗

德拉瓦州州旗以殖民藍（colonial blue）為底色，中央有一個牛皮色（buff）、含有該州州徽的菱形區塊，其下方則寫有日期1787年12月7日的字樣，即該州成為全美首個正式採用美國憲法、成為美國首州的紀念日。該州於1913年7月24日起正式採用此州旗。
此旗幟中央的州徽包含了一個盾牌，其中描繪了小麥、玉米與公牛，象徵該州的農業。盾牌上方與兩側分別描繪了一艘航行中的帆船、農夫與軍人。其下方的白色緞帶寫有該州格言「自由與獨立」（Liberty and Independence）。

## 相似旗幟
- 巴西国旗